# Danijel Brezič
Danijel Brezič is een Sloveens voetballer die speelde als middenvelder voor verscheidene clubs uit Slovenië en Oostenrijk.

## Carrière
Brezič startte in de jeugd van NK Mura, bij deze club zou hij in 1993 ook zijn profdebuut maken. Na vier seizoenen bij deze club, tekent hij bij NK Rudar Velenje voor twee seizoenen. Na omzwervingen bij de Oostenrijkse clubs Austria Lustenau, Grazer AK en SG Steinfeld; de Belgische club RWD Molenbeek en de Sloveense clubs NK Maribor, NK Celje, NK Domzale en NK Interblock besluit hij in 2016 om te stoppen als voetballer.
In 1998 maakte hij zijn debuut voor Slovenië, het bleef ook bij deze ene keer.

## Erelijst
- NK Mura
  - Sloveense beker: 1995
- NK Rudar Velenje
  - Sloveense beker: 1998
- NK Maribor
  - Landskampioen: 2003
  - Sloveense beker: 2004
- NK Domžale
  - Landskampioen: 2008
  - Sloveense beker: 2007